# Styopa Mkrtchyan
Styopa Mkrtchyan (Ereván, 17 de febrero de 2003) es un futbolista armenio que juega en la demarcación de defensa para el N. K. Osijek de la Primera Liga de Croacia.

## Selección nacional
Tras jugar en varias categorías inferiores de la selección, finalmente hizo su debut con la selección de fútbol de Armenia en un partido amistoso contra Montenegro que finalizó con un resultado de 1-0 tras un gol de Vahan Bichakhchyan.

## Clubes
| Club                 | País    | Año       | Partidos | Goles |
| -------------------- | ------- | --------- | -------- | ----- |
| BKMA Ereván (cedido) | Armenia | 2021-2022 | 31       | 1     |
| FC Ararat-Armenia    | Armenia | 2022      | 10       | 0     |
| BKMA Ereván (cedido) | Armenia | 2023      | 9        | 2     |
| N. K. Osijek         | Croacia | 2023-     | 40       | 1     |